# Bobtail japonais
 (mars 2024).
Si vous disposez d'ouvrages ou d'articles de référence ou si vous connaissez des sites web de qualité traitant du thème abordé ici, merci de compléter l'article en donnant les références utiles à sa vérifiabilité et en les liant à la section « Notes et références ».
Pour les articles homonymes, voir Bobtail (homonymie).
Le bobtail japonais est une race de chat originaire du Japon. Ce chat est caractérisé par sa courte queue qui est enroulée sur elle-même.

## Origines
La race, quand elle est écaille de tortue et blanc, est connue sous le nom de mi-ké (三毛, « trois poils », « trois couleurs ») dans son pays d'origine, le Japon, où elle est considérée comme un symbole de l'amitié et un porte-bonheur. Très populaire, la race est associée à l'effigie du maneki-neko, c'est-à-dire « le chat bonheur », « le chat qui appelle » ou encore « le chat qui salue », censé écarter les malheurs et les maladies. De nombreux temples ou édifices japonais font trôner à l'entrée une statuette représentant le maneki-neko. Le peintre Hiroshige l'a parfois utilisé pour symboliser le calme des grandes maisons japonaises.

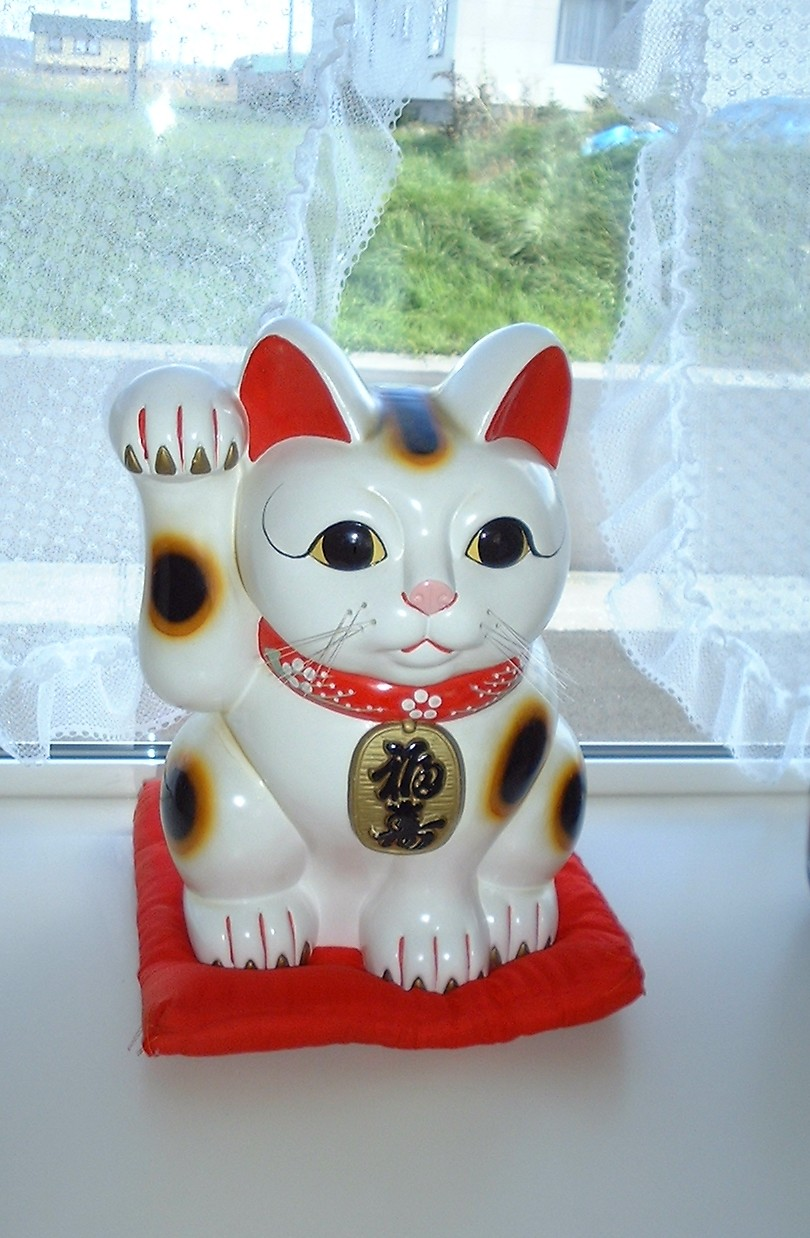
Un maneki-neko tricolore.

Le bobtail, terme signifiant « queue écourtée » en anglais, doit son nom à sa queue courte. Les États-Unis, où il est très populaire, ont accueilli le premier couple en 1968 et reconnu la race deux ans plus tard.
La race fut introduite en France par Hélène Choisnard. Lors d’un séjour en Thaïlande, en 1980, elle visite un temple dédié à Bouddha où une jeune femelle tricolore, nommée Sirikit, retient son attention. Un bonze finit par la lui offrir ; elle donne naissance à une portée un an plus tard, Mme Chesnois l'ayant accouplée avec un bobtail japonais qu'elle a fait venir des États-Unis. Le bobtail est reconnu par le LOOF, mais la race a du mal à s'imposer en Europe où on la confond souvent avec une autre race de chat à queue courte, le manx.

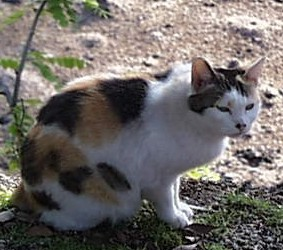
Un bobtail japonais écaille et blanc.

## Standards
La principale caractéristique du bobtail japonais est son moignon de queue, qu'il porte dressée lorsqu'il se déplace et repliée au repos. Sa queue est constituée de vertèbres soudées entre elles, cette structure osseuse étant cachée par les poils ébouriffés et assez longs qui recouvrent la queue. Une fois dépliée, cette dernière peut mesurer entre 8 et 10 cm. On dit souvent qu'elle évoque une fleur de chrysanthème. Il s'agit d'une mutation génétique parfaitement spontanée parmi les chats du sud-est asiatique depuis des milliers d'années, et qui ne porte aucun préjudice au chat. 
Malgré son apparence délicate et svelte, c'est un chat de taille moyenne, bien musclé ; alors que le manx est plus trapu et n'a aucune queue, le bobtail japonais présente des membres plus longs et fins à l'arrière et fins à l'avant. Du fait de l'angle particulièrement aigu de ses pattes arrière, il présente un profil horizontal. Sa tête est triangulaire, avec de grands yeux ovales légèrement bridés, vert, cuivrés, bleus ou vairons, ces derniers étant très recherchés.
Sa fourrure est courte, douce et soyeuse, très facile à entretenir. La couleur la plus recherchée est l'écaille de tortue (miké), qui se retrouve uniquement chez les femelles. Un mâle tricolore est rare, il souffrira normalement de déformations congénitales et sera stérile. Il peut aussi être entièrement blanc, noir, roux, noir et blanc, roux et blanc ou encore écaille de tortue ou écaille et crème. La race originelle est le bobtail japonais poil court et de couleur bicolore noir et blanc, roux et blanc et bien sûr l'écaille de tortue. Il existe une variété à poil mi-long. Le bobtail japonais reste une race confidentielle en Europe continentale.
Du fait que cette race est récente, on ne lui connaît aucune malformation congénitale, contrairement à d'autres races plus anciennes.

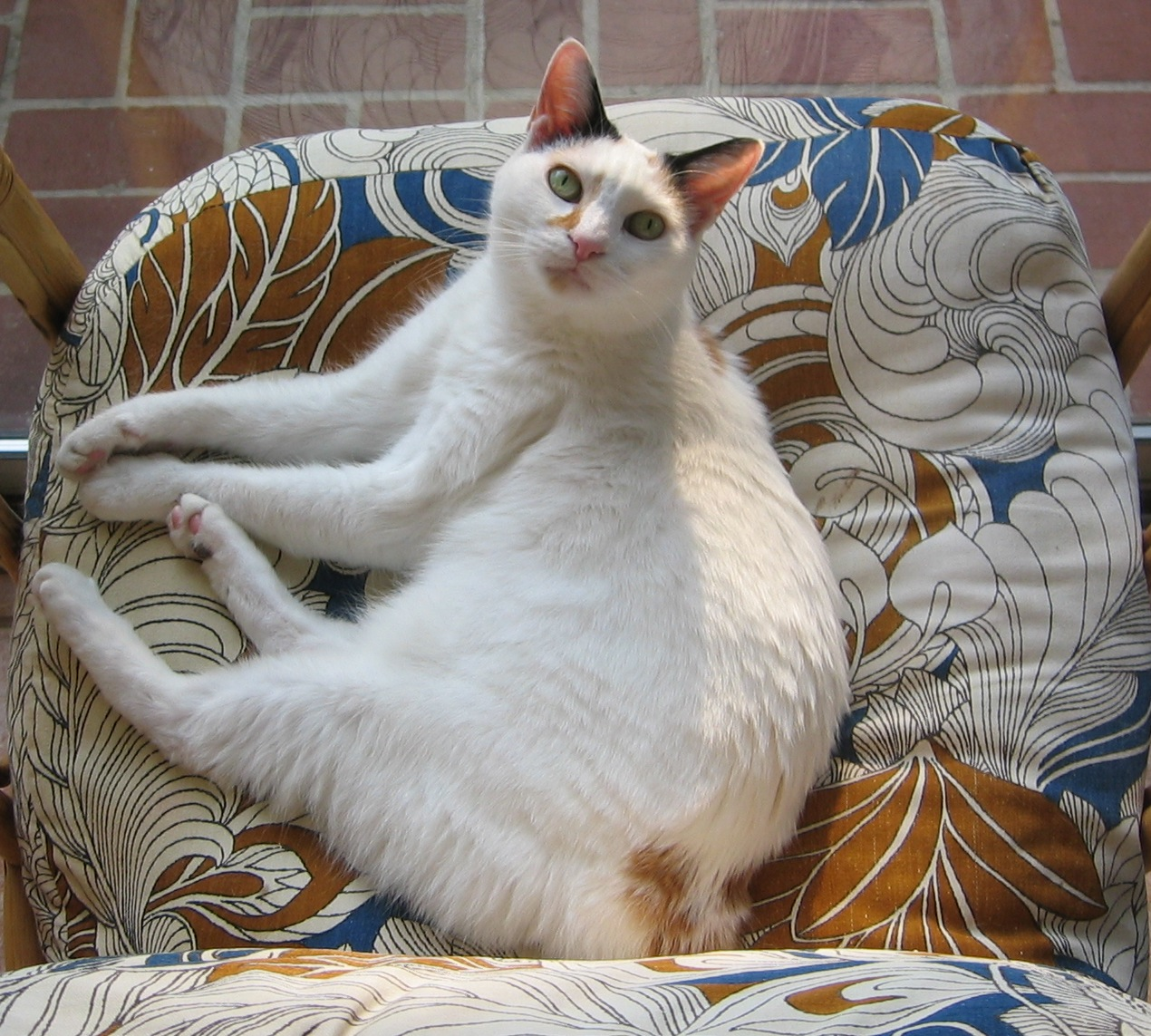
Un bobtail japonais miké.

## Caractère
On le dit amical et sociable. Le bobtail japonais serait un chat fidèle qui suivrait son propriétaire dans ses moindres déplacements. Il possèderait également une voix particulière et tiendrait parfois des « conversations » avec ses propriétaires. Ces traits de caractère restent toutefois parfaitement individuels et sont fonction de l'histoire de chaque chat.